# Pyrausta fuliginata
Pyrausta fuliginata is een vlinder van de familie van de grasmotten (Crambidae). De wetenschappelijke naam van deze soort is voor het eerst voorgesteld door Hiroshi Yamanaka in een publicatie uit 1978.
De soort komt voor in Japan.